# دوري أبطال آسيا 2011

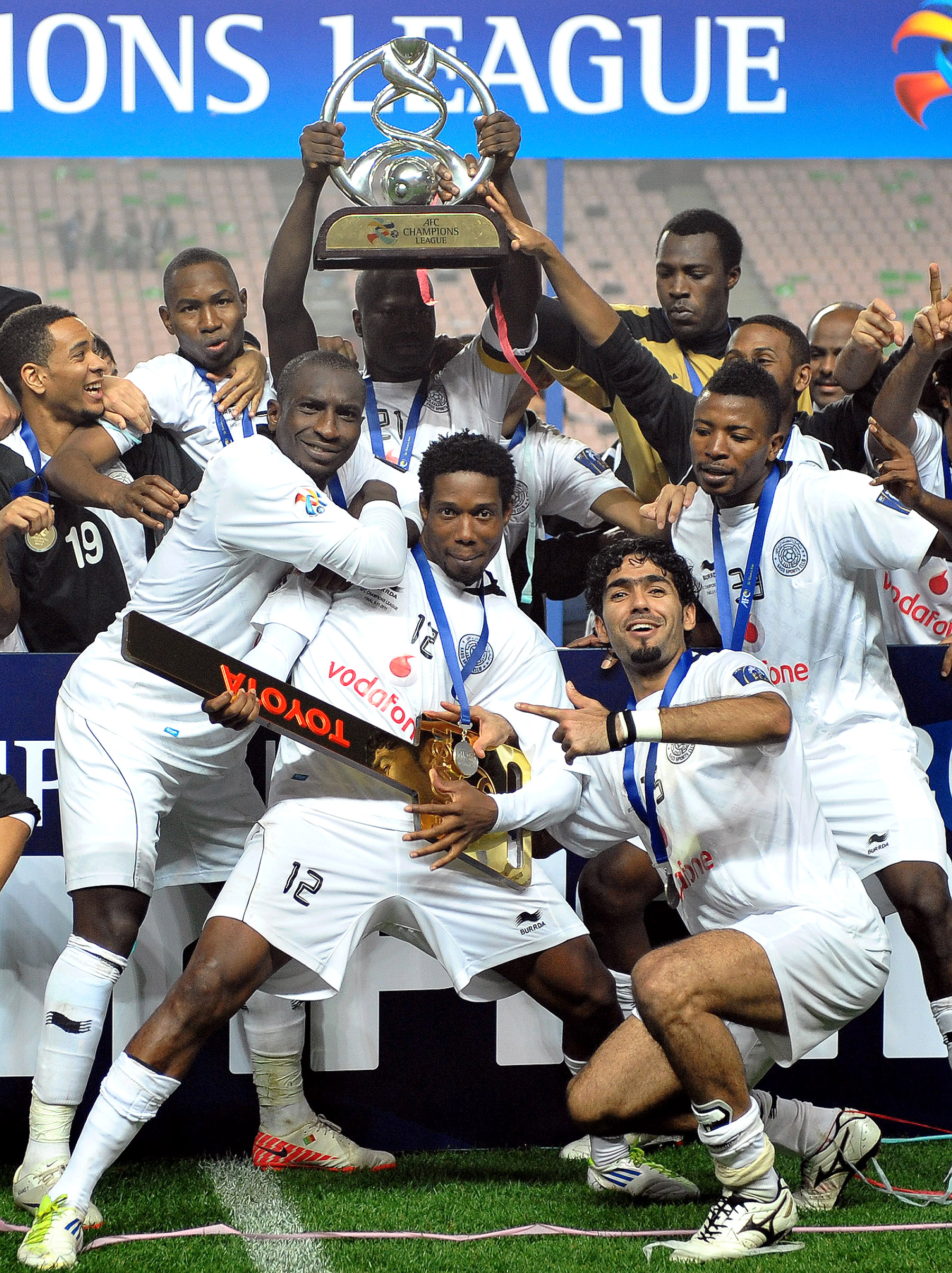
فريق السد أول ممثل قطري يتوج بطولة دوري أبطال آسيا في عقد 2010

دوري أبطال آسيا 2011 هو النسخة الثلاثون من بطولة دوري أبطال آسيا التي ينظمها الإتحاد الآسيوي لكرة القدم. الفائز بالمسابقة سيشارك في كأس العالم للأندية 2011.

## الاتحادات المشاركة حسب التصنيف
وافق الاتحاد الآسيوي على المعايير المحددة لمشاركة الاتحادات في مواسم 2011 و2012,. وفي 30 نوفمبر 2009، أعلن الاتحاد الآسيوي عن أكثر من 12 اتحادا أبدت رغبتها بالمشاركة والانضمام إلى دوري أبطال آسيا، إضافة إلى العشرة اتحادات المشاركة حاليا. أعلنت سنغافورة انسحابها في وقت لاحق. وشملت القائمة الكاملة للاتحادات المرشحة للمشاركة على النحو التالي:
شرق آسيا
- مشاركة حاليا:  أستراليا،  الصين،  اندونيسيا،  اليابان،  كوريا الجنوبية
- ترغب بالمشاركة:  ماليزيا،  ميانمار،  تايلاند
- منسحب:  سنغافورة[2]
- استبعاد:  فيتنام[3]

غرب آسيا
- مشاركة حاليا:  إيران،  قطر،  المملكة العربية السعودية،  الإمارات العربية المتحدة،  أوزبكستان
- ترغب بالمشاركة:  العراق،  الأردن،  عمان،  باكستان،  فلسطين،  طاجيكستان،  اليمن،  الهند

وفي 21 نوفمبر 2010 أعلنت اللجنة الخاصة باحتراف كرة القدم بالإتحاد الآسيوي لكرة القدم الإبقاء على نظام توزيع المقاعد بحسب الاتحادات الوطنية في بطولة دوري أبطال آسيا لعام آخر من أجل مساعدة الاتحادات الوطنية على تحقيق المعايير المطلوبة، وإعادة النظر بإمكانية إضافة مقاعد أخرى في موسم 2012 مع احتفظ الاتحادات المشاركة حاليا بمقاعدها حتى نهاية موسم 2012.

### توزيع المقاعد
سيبقى خطة توزيع المقاعد في دوري أبطال آسيا لموسم 2011. والتغيير الوحيد الذي طرأ على الخطة هو استبعاد مقعد الاتحاد الفيتنامي في التصفيات ومنحة للاتحاد القطري لكرة القدم.
| مركز | الاتحاد العضو            | عدد الأندية | المقاعد         | المقاعد            | المقاعد             |
| مركز | الاتحاد العضو            | عدد الأندية | مرحلة المجموعات | التصفيات التأهيلية | كأس الاتحاد الآسيوي |
| ---- | ------------------------ | ----------- | --------------- | ------------------ | ------------------- |
|      | الهند                    | 14          | 0               | 1                  |                     |
|      | إيران                    | 18          | 4               |                    |                     |
|      | العراق                   | 36          | 0               | 0                  |                     |
|      | الأردن                   | 12          | 0               | 0                  |                     |
|      | عمان                     | 12          | 0               | 0                  |                     |
|      | باكستان                  | 16          | 0               | 0                  |                     |
|      | فلسطين                   | 22          | 0               | 0                  |                     |
|      | قطر                      | 12          | 2               | 1                  |                     |
|      | المملكة العربية السعودية | 14          | 4               |                    |                     |
|      | طاجيكستان                | 10          | 0               | 0                  |                     |
|      | الإمارات العربية المتحدة | 12          | 3               | 1                  |                     |
|      | أوزبكستان                | 14          | 2               |                    |                     |
|      | اليمن                    | 14          | 0               | 0                  |                     |

|  | حقق المعايير     |
|  | لم يحقق المعايير |

| مركز | الاتحاد العضو  | عدد الأندية | المقاعد         | المقاعد            | المقاعد             |
| مركز | الاتحاد العضو  | عدد الأندية | مرحلة المجموعات | التصفيات التأهيلية | كأس الاتحاد الآسيوي |
| ---- | -------------- | ----------- | --------------- | ------------------ | ------------------- |
|      | أستراليا       | 9+1*        | 2               |                    |                     |
|      | الصين          | 16          | 4               |                    |                     |
|      | اندونيسيا      | 18          | 1               | 1                  |                     |
|      | اليابان        | 18          | 4               |                    |                     |
|      | ماليزيا        | 14          | 0               | 0                  |                     |
|      | ميانمار        | 8           | 0               | 0                  |                     |
|      | كوريا الجنوبية | 15          | 4               |                    |                     |
|      | تايلاند        | 18          | 2               | 1                  |                     |
|      | فيتنام         | 14          | 0               | 0                  |                     |

* يقع أحد أندية الدوري الأسترالي في نيوزلندا أحد الاتحادات الأعضاء في اتحاد أوقيانوسيا لكرة القدم ولن يتمكن من المشاركة في البطولة في حال فوزه ببطولة الدوري الأسترالي.

## الفرق المتأهلة
فيما يلي القائمة المؤقتة للفرق المتأهلة مباشرة إلى مرحلة المجموعات، وفي انتظار الإعلان الرسمي من قبل الاتحاد الآسيوي.
| غرب آسيا (المجموعات الأولى-الرابعة) | غرب آسيا (المجموعات الأولى-الرابعة)                           | غرب آسيا (المجموعات الأولى-الرابعة) | غرب آسيا (المجموعات الأولى-الرابعة) |
| الفريق                              | التأهيل                                                       | الظهور*                             | آخر مشاركة                          |
| ----------------------------------- | ------------------------------------------------------------- | ----------------------------------- | ----------------------------------- |
| ساباهان                             | دوري المحترفين الإيراني 2009-10 (بطل)                         |                                     |                                     |
| نادي بيروزي                         | كأس الرئيس 2009-10 البطل                                      |                                     |                                     |
| زوب آهن                             | دوري المحترفين الإيراني 2009-10 - الوصيف                      |                                     |                                     |
| الاستقلال                           | دوري المحترفين الإيراني 2009-10 - المركز الثالث               |                                     |                                     |
| نادي الهلال                         | دوري المحترفين السعودي 2009–10 البطل كأس ولي العهد 2010 البطل |                                     |                                     |
| الاتحاد                             | دوري المحترفين السعودي 2009–10 الوصيف                         |                                     |                                     |
| نادي النصر                          | دوري المحترفين السعودي 2009–10 المركز الثالث                  |                                     |                                     |
| نادي الشباب                         | دوري المحترفين السعودي 2009–10 المركز الابع                   |                                     |                                     |
| الوحدة                              | الدوري الإماراتي للمحترفين 2009–10 البطل                      |                                     |                                     |
| نادي الإمارات                       | كأس رئيس الدولة 2009-10 البطل                                 |                                     |                                     |
| نادي الجزيرة                        | الدوري الإماراتي للمحترفين 2009–10 الوصيف                     |                                     |                                     |
| الغرافة                             | دوري نجوم قطر 2009-10 البطل                                   |                                     |                                     |
| الريان                              | كأس الأمير 2010 -البطل                                        |                                     |                                     |
| بونيودكور                           | بطل الدوري الأوزبكي 2010 بطل كأس أوزبكستان 2010               |                                     |                                     |
| باختاكور الأوزبكي                   | الدوري الأوزبكي 2010 الوصيف                                   |                                     |                                     |

| شرق آسيا (المجموعات الخامسة-السادسة) | شرق آسيا (المجموعات الخامسة-السادسة)            | شرق آسيا (المجموعات الخامسة-السادسة) | شرق آسيا (المجموعات الخامسة-السادسة) |
| الفريق                               | التأهيل                                         | الظهور*                              | آخر مشاركة                           |
| ------------------------------------ | ----------------------------------------------- | ------------------------------------ | ------------------------------------ |
| شاندونغ لونينغ                       | الدوري الممتاز 2010 - البطل                     |                                      |                                      |
| تيانجين                              | الدوري الممتاز 2010- الوصيف                     |                                      |                                      |
| شنغهاي                               | الدوري الممتاز 2010- الثالث                     |                                      |                                      |
| هانغزو غرينتاون                      | الدوري الممتاز 2010- الرابع                     |                                      |                                      |
| ناغويا غرامبوس                       | دوري اليابان لكرة القدم للمحترفين 2010          |                                      |                                      |
| كاشيما أنتلرز                        | كأس الامبراطور الياباني 2010- البطل             |                                      |                                      |
| غامبا أوساكا                         | دوري اليابان لكرة القدم للمحترفين 2010 (الوصيف) |                                      |                                      |
| سيريزو أوساكا                        | دوري اليابان لكرة القدم للمحترفين 2010 (الثالث) |                                      |                                      |
| سيؤل                                 | بطل دوري كوريا 2010                             |                                      |                                      |
| سوون سامسونغ                         | بطل كأس الاتحاد 2010                            |                                      |                                      |
| جيجو                                 | وصيف دوري كوريا 2010                            |                                      |                                      |
| جونبوك هونداي                        | ثالث دوري كوريا 2010                            |                                      |                                      |
| سيدني                                | الدوري الأسترالي 2009–10 البطل                  |                                      |                                      |
| ملبورن فيكتوري                       | الدوري الأسترالي 2009–10 الوصيف                 |                                      |                                      |
| اريما                                | الدوري الاندونيسي 2009–10 البطل                 |                                      |                                      |

وفيما يلي قائمة بالأندية المشاركة من خلال الملحق.
| ديمبو   | دوري الهند لكرة القدم البطل 2009-10       |
| العين   | الدوري الإماراتي للمحترفين 2009–10 الثالث |
| الإتحاد | بطل كأس الاتحاد الآسيوي 2010              |
| السد    | دوري نجوم قطر 2009-10 الوصيف              |

| سيريجيا            | كأس أندونيسيا لكرة القدم 2010 البطل |
| ماونغ ثونغ يونايتد | الدوري التايلندي الممتاز 2010 البطل |

## المواعيد
تم الإعلان عن المواعيد الأولية لقرعة دور المجموعات في 11 أكتوبر 2010.
| المرحلة            | الجولة                  | تاريخ القرعة  | مباراة الذهاب                                              | مباراة الإياب                                              |
| ------------------ | ----------------------- | ------------- | ---------------------------------------------------------- | ---------------------------------------------------------- |
| ملحق التصفيات      | النصف نهائي             | 7 ديسمبر 2010 | 12-13 فبراير 2011                                          | 12-13 فبراير 2011                                          |
| ملحق التصفيات      | النهائي                 | 7 ديسمبر 2010 | 19 فبراير 2011                                             | 19 فبراير 2011                                             |
| مرحلة المجموعات    | مباراة مرحلة المجموعة 1 | 7 ديسمبر 2010 | 1-2 مارس 2011                                              | 1-2 مارس 2011                                              |
| مرحلة المجموعات    | مباراة مرحلة المجموعة 2 | 7 ديسمبر 2010 | 15-16 مارس 2011                                            | 15-16 مارس 2011                                            |
| مرحلة المجموعات    | مباراة مرحلة المجموعة 3 | 7 ديسمبر 2010 | 5-6 أبريل 2011                                             | 5-6 أبريل 2011                                             |
| مرحلة المجموعات    | مباراة مرحلة المجموعة 4 | 7 ديسمبر 2010 | 19-20 أبريل 2011                                           | 19-20 أبريل 2011                                           |
| مرحلة المجموعات    | مباراة مرحلة المجموعة 5 | 7 ديسمبر 2010 | 3-4 مايو 2011                                              | 3-4 مايو 2011                                              |
| مرحلة المجموعات    | مباراة مرحلة المجموعة 6 | 7 ديسمبر 2010 | 10-11 مايو 2011                                            | 10-11 مايو 2011                                            |
| مرحلة خروج المغلوب | دور الستة عشر           | 7 ديسمبر 2010 | 24-25 مايو 2011                                            | 24-25 مايو 2011                                            |
| مرحلة خروج المغلوب | الربع نهائي             | 7يونيو 2011   | 14 سبتمبر 2011                                             | 27-28 سبتمبر 2011                                          |
| مرحلة خروج المغلوب | النصف نهائي             | 7يونيو 2011   | 19 أكتوبر 2011                                             | 26 أكتوبر 2011                                             |
| مرحلة خروج المغلوب | النهائي                 | 7يونيو 2011   | 4 أو 5 نوفمبر 2011 على أرض أحد المتأهلين للمباراة النهائية | 4 أو 5 نوفمبر 2011 على أرض أحد المتأهلين للمباراة النهائية |

## ملحق التصفيات
قرعة ملحق التصفيات سوف تقام في كوالالامبور، ماليزيا يوم 7 ديسمبر 2010.

### غرب آسيا
| فريق 1      | نتيجة       | فريق 2      |
| نصف النهائي | نصف النهائي | نصف النهائي |
| ----------- | ----------- | ----------- |
| السد        | 5–1         | الاتحاد     |
| النهائي     |             |             |
| السد        | 2–0         | ديمبو أس سي |

### شرق آسيا
| فريق 1      | نتيجة               | فريق 2             |
| نصف النهائي | نصف النهائي         | نصف النهائي        |
| ----------- | ------------------- | ------------------ |
| سريويجايا   | 2–2 (ب.و.إ) (7–6 ض) | موانغ ثونغ يونايتد |
| النهائي     |                     |                    |
| سريويجايا   | 0–4                 | العين              |

## دور المجموعات
قرعة ملحق التصفيات سوف تقام في كوالالامبور، ماليزيا يوم 7 ديسمبر 2010. أندية من نفس البلد لن يتم وضعهم في مجموعة محايدة.